# Caloceras
Caloceras es un género extinto de cefalópodos de la familia Psiloceratidae, subclase Ammonoidea.

## Distribución
Jurásico de Argentina, Austria, Canadá, Reino Unido.